# Defensor del Poble Europeu
El Defensor del Poble Europeu és un defensor del poble que està habilitat per a rebre dels ciutadans de la Unió Europea (UE), o de les persones físiques o jurídiques, tota queixa relativa al mal funcionament de les institucions o dels organismes comunitaris, amb excepció del Tribunal de Justícia o del Tribunal de Primera Instància. El Defensor del Poble Europeu ve regulat en la Constitució Europea, avui en dia, en els seus articles I-49, II-103 i III-335, té oficines a Estrasburg i Brussel·les, i admet la recepció de queixes en català.

## Història
Aquesta figura fou regulada mitjançant la signatura del Tractat de Maastricht l'any 1992 per tots els Estats membres de la Unió Europea. El defensor és nomenat pel Parlament Europeu després de cada elecció europea, i té un mandat renovable de cinc anys corresponents a tota la durada de la legislatura.

## Llista de Defensors del Poble Europeus
| Mandat          | Defensor del Poble     | Estat     |
| 1995-2003       | Jacob Söderman         | Finlàndia |
| 2003–2013       | Nikiforos Diamandouros | Grècia    |
| 2013–actualitat | Emily O'Reilly         | Irlanda   |